# Famões
Famões – parafia (freguesia) gminy Odivelas i jednocześnie miejscowość w Portugalii. W 2011 liczyła 11 095 mieszkańców na obszarze 4,69 km².